# Evert Ekroth
Karl Evert Ekroth, född 24 oktober 1890 i Nykarleby, död 15 november 1964 i Helsingfors, var en finländsk folkbildningsman. 
Ekroth, som var son till rådman Karl Emil Ekroth och Maria Josefina Thors, blev student 1909. Han var verksam lärare i tyska och franska i Jakobstad 1918–1921, kurator för Vasa nation 1925–1936 och sekreterare i Svenska folkskolans vänner 1929–1960. Han är främst känd för sitt engagemang för den finlandssvenska allsången (han införde allsången i Finland 1938) och den folkliga musiken. Han var en av Finlands svenska sång- och musikförbunds stiftare, var 1929–1954 som dess förste sekreterare och 1956–1964 förbundets ordförande. Han verkade i många år som dirigent för flera körer i Helsingfors och var initiativtagare till den finlandssvenska Amerikakörens turné i USA 1960. Han var ordförande i föreningen Brage 1945–1950. Finlands svenska sång- och musikförbund instiftade 1994 ett pris, som bär hans namn, vilket årligen utdelas till en musikgrupp inom förbundet som utmärkt sig för musikaliska framgångar.